# Slaget vid Sobota
Slaget vid Sobota var ett obetydligt slag under Karl X Gustavs polska krig. Svenskarna vann och Karl X Gustav kunde fortsätta sitt fälttåg mot Warszawa.
Efter Karl X Gustavs intåg i Polen slog man läger i Kolo. Där fick den svenske kungen motta polska förhandlingar om fred vilket han genast avböjde, varpå han gick vidare mot Warszawa. Den svenska armén mötte ringa motstånd. Vid Sobota hade Johan II Kasimir, den polske kungen, satt upp en liten armé. De båda möttes den 23 augusti. Slaget blev en svensk seger när polackerna börjat fly från slagfältet.
Efter slaget överlämnade Karl X Gustav till Arvid Wittenberg nästan hela hären då han marscherade vidare med 2000 ryttare och 1200 fotsoldater. Warszawa föll utan strid den 29 augusti. Den ryska armén, som också var i krig mot Polen, stod då endast ett par dagsmarcher därifrån. I Warszawa vann svenskarna ett rikt krigsbyte.